# Onze-Lieve-Vrouw-ten-Hemelopnemingkerk (Vianen)
De Onze-Lieve-Vrouw-ten-Hemelopnemingkerk is een rooms-katholieke parochiekerk in de Nederlandse plaats Vianen. De monumentale kerk uit 1879 is ontworpen door Alfred Tepe en verving een oudere schuilkerk op dezelfde plek. Sinds 1 januari 2011 maakt de kerk deel uit van de Heilige Drie-eenheidparochie waar ook Everdingen en Leerdam onder vallen.

## Geschiedenis

### Reformatie en schuilkerken
Tot de reformatie was de Grote Kerk van Vianen katholiek, als alle kerken in West-Europa. 
In het jaar 1566 kwam de reformatie naar Vianen. Twintig jaar later werd de parochie door de overheid vanuit de katholieke hiërarchie bevrijd en werd de kerk aan de hervormde gemeente beschikbaar gesteld voor de protestantse eredienst. Het katholicisme werd bij wet verboden. De katholieken namen hun toevlucht in huiskerkjes.
Na de Vrede van Münster in 1648 kwam er meer tolerantie. In 1652 begonnen Jezuïeten een huiskerk aan de Voorstraat. Toen de Jezuïetenorde in 1730 uit Nederland werd verbannen werd de statie overgenomen door seculiere priesters.

### Bouw nieuwe kerk 1807
Tijdens de Franse tijd in Nederland werd door de Franse bezetter godsdienstvrijheid afgedwongen. Voor katholieken in Nederland kwam de mogelijkheid om echte kerken te bouwen. In 1807 werd zo'n kerk gebouwd in Vianen. Daarop werd de huiskerk aan de Voorstraat gesloten. In de tweede helft van de negentiende eeuw werd dit kerkje te klein voor de groeiende gemeenschap. Bovendien was de kerk toe aan renovatie. Besloten werd om een nieuwe neogotische kerk te laten bouwen.

### Bouw neogotische kerk 1877
Voor de nieuw te bouwen kerk werd Alfred Tepe aangeschreven voor het ontwerp. Hij en Friedrich Mengelberg (die het interieur ontwierp) waren lid van het St. Bernulphusgilde, een vereniging die Rijnlandse neogotiek promootte voor katholieke kerkbouw in Nederland. De kerk van Vianen is dan ook helemaal in de geest van dit gilde gebouwd en ingericht. 

In 1879 werd de kerk voltooid. Op 1 juli van dat jaar werd de kerk ingewijd door aartsbisschop mgr. A.I. Schaepman.